# Leubok
Leubok is een bestuurslaag in het regentschap Aceh Utara van de provincie Atjeh, Indonesië. Leubok telt 456 inwoners (volkstelling 2010).